# ロールワーゲン

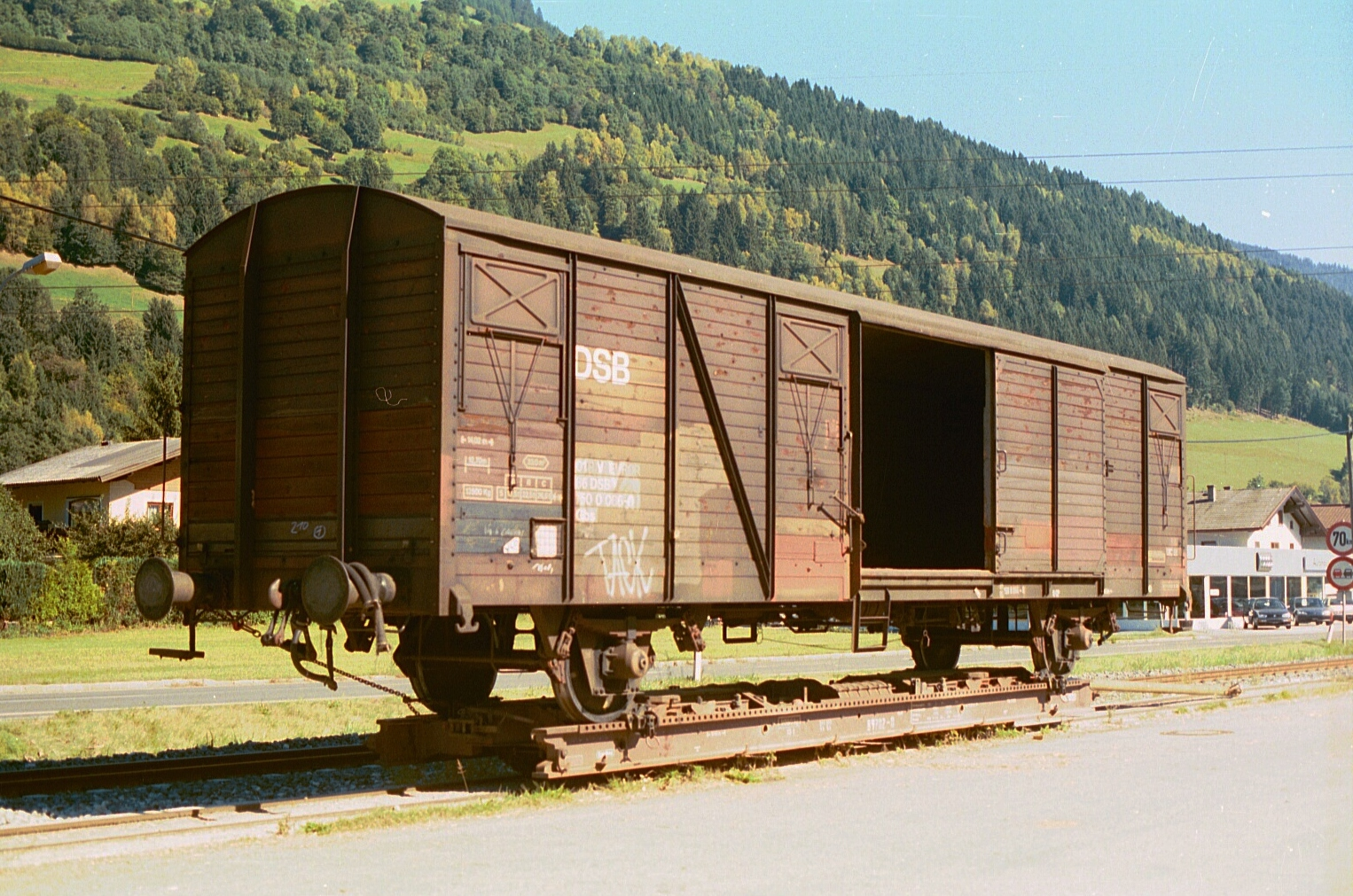
標準軌の貨車が狭軌のロールワーゲンに載せられている様子

ロールワーゲン（ドイツ語: Rollwagen）は、他の鉄道車両を輸送するために設計された貨車である。通常は、異なる軌間の車両を輸送するために用いられる。ほとんどの場合は、より広い軌間の貨車を狭い軌間の路線上にある目的地へ直通できるようにして、貨物の積み替えの費用と時間を節約するために用いられる。
これは、軌間の違いの基本的な問題を克服するための手段の1つである。しかしながら、これは狭い軌間の路線を広い軌間の車両を通せるだけの建築限界に合わせて建設しなければならないということを意味し、これは建設する費用が安いという狭軌鉄道のメリットを相殺してしまう。また、これに加えて、広い軌間の車両を搭載した狭い軌間のロールワーゲンは十分安定しているというわけではないため、通常の運行は25 km/h程度の低速に制限される。
ロールワーゲンの使用の程度は地域によって大きく異なり、ドイツやスイスでは極めて一般的であるが、これに対して北アメリカでは一般的ではなく、カナディアン・ナショナル鉄道がニューファンドランド鉄道において一時期実施していたように台車交換をすることが一般的であった。ミシガン州のポー・ポー (Paw Paw) のポー・ポー鉄道 (Paw Paw Railroad) で短期間用いられ、また製材業者のエリシャ・ケント・ケーン (Elisha Kent Kane) が廃止されたブラッドフォード・ボーデル・アンド・キンズア鉄道 (Bradford, Bordell and Kinzua Railroad) の短区間でも実施していた。イギリスにおいては、リーク・アンド・マニフォールド・バレー軽便鉄道 (Leek and Manifold Valley Light Railway) でも用いられていた。
ロールワーゲンは長年に渡り、オーストリア（760 mm軌間）・スイス（1,000 mm軌間のスイス国鉄ブリューニック線 (Brünigbahn、現ツェントラル鉄道)やレーティッシュ鉄道）・スウェーデン（802 mm軌間・891 mm軌間・1,067 mm軌間）で広く用いられていた。スウェーデンでは約2,000 kmにもなる891 mm軌間の路線網があり、ここへの交通を直通させるために用いられていた。実際のところ南部スウェーデンの地方部では多くが標準軌の路線網を全く持たず、この狭軌の路線だけであった。一方でスウェーデンではロールボックはほとんど使用されなかった。
もともとのロールワーゲンは、各ロールワーゲンの間に連結棒が渡されていたが、これに対して標準軌の貨車同士を通常の連結器とバッファーを利用して連結することで、連結棒を省略するという試みが行われた。これはスウェーデンで、1980年代に最後の狭軌の貨物営業路線が廃止される前の数年間実施されていた。
通常の狭軌の貨物列車の最後にロールワーゲンを連結するために特別なアダプターが使用される。空気管も一緒に接続できるので、貫通ブレーキも使用可能である。
初期の文献から見ると、ロールワーゲンのアイデアは1880年から1890年頃にドイツで考えられたようである。独特のヘーベルラインブレーキを備えたロールワーゲンが、東ドイツでは1980年代末まで日常的に用いられていた。
イギリスでは、エバラード・キャルスロップ (Everard Calthrop) により1904年にリーク・アンド・マニフォールド・バレー軽便鉄道で導入された。彼はインドのバールシ軽便鉄道 (Barsi Light Railway) でもこれを導入している。
オーストラリアのポートピリーからマーリー (Marree) までの鉄道を狭軌から標準軌へ改軌する中間時期には、狭軌の石炭輸送列車が難所であるフリンダース峠 (Flinders Ranges) を越えられるように、標準軌の列車の長さを狭軌の列車に合わせたものを用意していた。短い斜面が用意されて、狭軌の車両が標準軌の車両の上に載せられていた。この区間には低い跨線橋やトンネルなど、この2段がさねの列車の運行を阻害するようなものはなく、また新しい標準軌の路線はカーブも勾配も緩く造ってあった。